# Bergesserin
Bergesserin és un municipi francès, situat al departament de Saona i Loira i a la regió de Borgonya - Franc Comtat. L'any 2007 tenia 247 habitants.

## Demografia

### Població
El 2007 la població de fet de Bergesserin era de 247 persones. Hi havia 88 famílies, de les quals 28 eren unipersonals (12 homes vivint sols i 16 dones vivint soles), 28 parelles sense fills, 28 parelles amb fills i 4 famílies monoparentals amb fills.
La població ha evolucionat segons el següent gràfic:
Habitants censats

### Habitatges
El 2007 hi havia 142 habitatges, 89 eren l'habitatge principal de la família, 25 eren segones residències i 28 estaven desocupats. 100 eren cases i 40 eren apartaments. Dels 89 habitatges principals, 54 estaven ocupats pels seus propietaris, 30 estaven llogats i ocupats pels llogaters i 5 estaven cedits a títol gratuït; 1 tenia una cambra, 7 en tenien dues, 26 en tenien tres, 22 en tenien quatre i 33 en tenien cinc o més. 71 habitatges disposaven pel capbaix d'una plaça de pàrquing. A 46 habitatges hi havia un automòbil i a 37 n'hi havia dos o més.

### Piràmide de població
La piràmide de població per edats i sexe el 2009 era:
| Homes | Edats   | Dones |
| ----- | ------- | ----- |
| 0     | 95 o +  | 0     |
| 0     | 90 a 94 | 12    |
| 0     | 85 a 89 | 16    |
| 12    | 80 a 84 | 16    |
| 12    | 75 a 79 | 4     |
| 12    | 70 a 74 | 16    |
| 8     | 65 a 69 | 4     |
| 4     | 60 a 64 | 20    |
| 8     | 55 a 59 | 8     |
| 16    | 50 a 54 | 20    |
| 8     | 45 a 49 | 24    |
| 8     | 40 a 44 | 0     |
| 0     | 35 a 39 | 8     |
| 16    | 30 a 34 | 4     |
| 8     | 25 a 29 | 16    |
| 16    | 20 a 24 | 4     |
| 0     | 15 a 19 | 0     |
| 8     | 10 a 14 | 0     |
| 4     | 5 a 9   | 8     |
| 0     | 0 a 4   | 12    |

## Economia
El 2007 la població en edat de treballar era de 159 persones, 90 eren actives i 69 eren inactives. De les 90 persones actives 84 estaven ocupades (44 homes i 40 dones) i 6 estaven aturades (4 homes i 2 dones). De les 69 persones inactives 24 estaven jubilades, 16 estaven estudiant i 29 estaven classificades com a «altres inactius».

### Ingressos
El 2009 a Bergesserin hi havia 84 unitats fiscals que integraven 207 persones, la mediana anual d'ingressos fiscals per persona era de 16.625 €.

### Activitats econòmiques
Dels 6 establiments que hi havia el 2007, 1 era d'una empresa de construcció, 1 d'una empresa de comerç i reparació d'automòbils, 1 d'una empresa d'informació i comunicació i 3 d'entitats de l'administració pública.
L'únic servei als particulars que hi havia el 2009 era una empresa de construcció.
L'any 2000 a Bergesserin hi havia 8 explotacions agrícoles que ocupaven un total de 222 hectàrees.

## Equipaments sanitaris i escolars
El 2009 hi havia una escola elemental integrada dins d'un grup escolar amb les comunes properes formant una escola dispersa.

## Poblacions més properes
El següent diagrama mostra les poblacions més properes.